# Carbamate
 (avril 2008).
Les carbamates ou uréthanes sont une famille de composés organiques porteur d'une fonction R-HN-(C=O)O-R'. Il s'agit en fait des esters substitués de l'acide carbamique ou d'un amide substitué.

Structure générale des carbamates

## Carbamate en biochimie
Le groupe fonctionnel carbamate peut être formé lorsqu'une molécule de dioxyde de carbone ou un dérivé carbonate réagit avec la terminaison amino d'une chaîne de peptides ou le groupe aminé d'un acide aminé, y ajoutant un groupe COO− et libérant un proton (ion H+).
"R" indique le radical d'atomes attachés à l'autre extrémité de la molécule d'azote du groupe amino. 

## Utilisation comme groupes de protection
La formation de carbamate est une alternative pour protéger une fonction amine à l'aide des groupes protecteurs :
- Carboxybenzyl (Cbz)
- ter-Butyloxycarbonyl (Boc)
- 9-fluorénylméthyloxycarbonyl (Fmoc)

## Quelques exemples de carbamates naturels
Dans l'hémoglobine, les groupes carbamates se forment lorsque les molécules de dioxyde de carbone se lient aux terminaux aminés des chaînes de globine. Cela aide à stabiliser la protéine lorsqu'elle devient désoxyhémoglobine et augmente la probabilité de libération de molécules d'oxygène restantes liées à la protéine.
La Rubisco (enzyme nécessaire à la fixation de la molécule de dioxyde de carbone dans la biomasse végétale en initiant le cycle de Calvin) nécessite également la formation de carbamate pour fonctionner. Sur le site actif de l'enzyme, un ion Mg2+ est lié aux résidus de glutamate et d'aspartate, ainsi qu'à un carbamate de lysine (qui maintient l'ion en place). Le carbamate est formé quand une chaîne latérale de lysine non chargée à proximité de l'ion réagit avec une molécule de dioxyde de carbone de l'air (donc pas celle du substrat enzymatique), ce qui la rend ensuite chargée et donc capable de se lier à l’ion Mg2+.
Une variété d'insecticides contient le groupe fonctionnel carbamate.

## Exemples de carbamates industriels
Parmi les carbamates, on peut citer :
- des produits intermédiaires - comme le carbamate d'ammonium, intermédiaire dans la synthèse industrielle de l'urée
- des produits phytopharmaceutiques (pesticides) comme : 
  - Aldicarbe
  - Carbofuran
  - Furadan
  - Fenoxycarbe
  - Carbaryl
  - Éthienocarb
  - Fénobucarb.

- des matières plastiques comme les polyuréthanes (polymères élastomères)

- des produits pharmaceutiques comme : 
  - Méprobamate
  - Emylcamate
  - Carisoprodol
  - Mebutamate
  - Phenprobamate
  - Tybamate
  - Felbamate

## Carbamate (pharmacie) et dépendance
Certains carbamates utilisés comme médicaments peuvent  entraîner une forte dépendance, proche de celle des barbituriques. Cette famille de médicaments, particulièrement banalisée en France, entraîne des risques importants en cas d’intoxication aiguë. La dépendance est intense, et induit un syndrome de sevrage  potentiellement grave avec, comme pour les barbituriques ou l’alcool, une possible évolution fatale en l’absence de prise en charge médicale.

## Neurotoxicité, et possible interdiction de certains carbamates
Comme les composés organophosphorés, les carbamates sont des inhibiteurs de l'enzyme acétylcholinestérase. 
La classe générale des produits chimiques à base de carbamate présente une large gamme d'écotoxicité et de toxicités, allant d'une toxicité très légère à des effets neurotoxiques sévères voire mortels. 

Deux familles de carbamates dotés de groupes amine chargés positivement (l'une contenant un groupe carbamate, l'autre en contenant deux) ont été récemment proposé à l'interdiction dans le cadre de la Convention sur l'interdiction des armes chimiques (CWC). 

Les carbamates se lient moins avec l'acétylcholinestérase que ne le font les organophosphorés, faisant qu'ils sont plus facilement éliminés de l'organisme. Le sous-groupe des produits contenant un ou deux carbamates et qui contiennent deux  amines quaternaires chargées positivement a des propriétés particulières, D. Hank Ellison explique que ces amines ont été ajoutées volontairement pour accroître la capacité de ces molécules à pénétrer dans la jonction neuromusculaire, afin d'exacerber l'effet inhibiteur de l'acétylcholinestérase. La proposition n°4 de la 1re proposition de mise à jour des annexes de la CWC (1993) porte sur ces deux sous-groupe de carbamates (une décision est attendue pour novembre 2019).